# Benisanó
Benisanó è un comune spagnolo di 2 224 abitanti situato nella comunità autonoma Valenciana.